# Monchy-Cayeux
Monchy-Cayeux é uma comuna francesa na região administrativa de Altos da França, no departamento de Pas-de-Calais. Estende-se por uma área de 6,22 km². Em 2010 a comuna tinha 301 habitantes (densidade: 48,4 hab./km²).